# 固贤镇
固贤镇，是中华人民共和国陕西省咸陽市淳化县一个已撤销的乡级行政区，2015年，陕西省民政厅批复同意撤销固贤镇，将其所辖行政区域划归方里镇。